# Черногорци
Черногорците са южнославянски народ населяващ Черна гора, където наброяват 45% от населението. Етническите черногорци са православни или мюсюлмани и говорят на сръбски и черногорски език. Според Конституцията на Черна гора, член 13 гласи: „Официалният език в Черна гора е черногорският език.“. Черногорците наброяват общо около 365 000, от които в Черна гора живеят около 278 000, а в Сърбия около 38 000 (Според преброяването от 2011 година 38 627 граждани на Сърбия са се определили като черногорци). В регионален смисъл етнонимът черногорци обозначава всички жители на Черна гора, без значение на тяхната етническа принадлежност.

## История
Днес етнонимът черногорец се тълкува и схваща различно от самите черногорци. Една част от тях се самоопределят като нация, различна от сръбската. Друга част от черногорците смятат себе си за етнос, който е част от сръбската нация. Това разколебаване на националното чувство доказват и данните от преброяването на населението през последните няколко години.
Идеята за отделна черногорска нация за първи път се появява след края на Първата световна война в резултат от опитите на черногорския политически елит да оправдае съществуването на отделна черногорска държава и да се запази тронът на динстията на Петровичите. Тезата за черногорците като отделна нация се засилва след 1918 година. Тогава страната е част от доминираното от Белград Кралство на сърби хървати и словенци и идеята за черногорската нация е израз на недоволството на народните маси от положението в страната.
След края на Втората световна война официалното становище на черногорската Скупщина е, че Черногорската нация е най-чистата етническа група измежду всички сърби. Югославската държава признава черногорците като отделна нация, различина от сръбската и другите славяни. През 1948 година се провежда преброяване на населението, в което черногорците имат собствена графа в бланките за преброяване, и на което около 90% от населението на Черна гора се определят като черногорци.
През годините процентът на деклариралите се като черногорци непрекъснато намалява и така през 2003 година само 43% се оределят като черногорци. Според последното преброяване (2003) определилите се като сърби в Черна гора са 32%. Черногорците и сърбите общо съставляват 74% от населението на Черна гора.
Според съвременната идея за отделна черногорска нация крал Никола I Петрович е етнически черногорец, въпреки че е смятал себе си за сърбин.
Цитати на крал Никола, говорещи за неговата етническа принадлежност:
- А вие всички мои, драги черногорци, бъдете готови сега както винаги да изпълните своите задължения спрямо родината и сръбството.
- Времето е белязало и моето лице, но сърцето мое, това мое сръбско сърце, белези няма.